# Retrat d'un joier
Retrat d'un joier, també conegut com a Retrat d'un Home amb un Chaperon Blau és un petit retrat d'un home sense identificar pintat a l'oli sobre plafó pel pintor primitiu flamenc Jan van Eyck. La pintura, que tan sols mesura 22,5 cm × 16,6 cm amb marc, va ser encarregada i completada al voltant de 1430. Conté un nombre d'elements típics dels retrats seculars de Van Eyck, incloent un lleuger sobredimensionament del cap, un fons fosc i pla, atenció als petits detalls i textures de la cara de l'home, i dispositius il·lusionistes. Els artistes no van donar títols a les seves obres durant el període del renaixement nòrdic, i tant amb qualsevol retrat d'un sitter la identitat del qual és perduda, la pintura ha atret títols genèrics sobre els anys. El Molt de temps hi havia estat cregut que l'anell aguantat en la mà correcta de l'home va ser significada com una indicació de la seva professió com a jeweler o goldsmith i així que la pintura era molt de temps titulat en variants de tal. Més recentment l'anell és interpretat com un emblema de betrothal i els títols donats per diversos historiadors d'art i les publicacions de llavors ençà són normalment més descriptiu del color o forma del headdress.
La pintura va ser atribuïda a Van der Eyck al final del segle xix, però va tenir l'oposició d'alguns historiadors d'art fins al 1991 quan una neteja i una anàlisi infraroja va revelar un dibuix subjacent i mètodes de tractament de l'oli que eren sense cap dubte de Van Eyck..
Abans de 1948, la taula va pertànyer al museu Nacional Brukenthal en Sibiu (Romania). Aquell any, el nou règim comunista va prendre el panell, juntament amb altres divuit que considerava les possessions més valuoses del museu, i les va donar al Museu Nacional d'Art de Romania a Bucarest. A la fi de 2006, quan Sibiu era la Capital Europea de la Cultura, les obres van ser retornades al Museu Brukenthal.

## Descripció
L'home es mostra en un enquadrament de tres quarts amb el seu rostre il·luminat de manera espectacular per la llum que cau des de l'esquerra. Aquesta tècnica proporciona dos contrastos sorprenents de llum i ombra i crida l'atenció de l'espectador cap al rostre de l'home. El personatge té ulls marrons, i si bé la seva expressió és impassible hi ha traces de melancolia, especialment en el gest caigut de la seva boca. És evidentment un membre de la noblesa, sent molt bé vestit en una pell va ratllar jaqueta marró sobre un camiseta negre. És, òbviament, un membre de la noblesa, molt ben vestit amb una jaqueta folrada de pell marró sobre una camiseta negra. El seu tocat, un chaperone, té dues ales caigudes sobre les espatlles de l'home que s'estenen fins al pit. Les vores de la tela donen un aspecte ratllat als extrems del chaperone. La caputxa és brillant i d'un color intens per l'ús del pigment extret de la cara pedra preciosa lapislàtzuli per donar-li la seva brillanti intensa tonalitat. El chaperone és similar però menys extravagant que el que es mostra a Retrat d'un Home de Van Eyck c. 1433, o el que porta una figura al fons de l'escena de la seva Madonna de Canceller Rolin de c. 1435. Aquest tipus de barrets varen deixar d'estar de moda a mitjan anys 1430, la qual cosa permet definitivament datar la pintura com acabada abans d'aquesta data.
No se sap si l'anell que sosté a la mà dreta pretén indicar que es tractava d'un joier o orfebre - com s'havia pensat prèviament a l'anàlisi d'Erwin Panofsky a mitjans del segle xx, o bé que la pintura va ser encarregada com un retrat de petició de matrimoni per a una núvia no identificable per l'obra i la seva família. Aquesta última teoria és recolzada per les dimensions miniatura de la taula; una grandària tan petita hauria permés embalar i transportar fàcilment a la família de la intenció.
Té una lleugera barba, d'un o dos dies, una característica comuna en una altra de retrats masculins de Van Eyck, on el model està sovint sense afaitar, o d'acord amb Lorne Campbell, de la National Gallery de Londres, "més que ineficientment afaitat". L'historiador de l'art Till-Holger Borchert elogia Van Eyck per reflectir la curta barba de l'home "amb precisió laboriosa; en absolut idealitzada". No obstant això, és interessant considerar-lo un retrat idealitzat en el context d'un retrat d'esposalles, on la família de la núvia destinatària molt probable no coneixia l'home i depenen exclusivament del retrat per tenir una idea dels seus mitjans i caràcter. Carol Richardson observa que la representació no idealitzada hauria estat una novetat i una sorpresa significativa per l'època, i que, amb l'habilitat evident del pintor, la versemblança hauria donat pes i credibilitat al personatge.

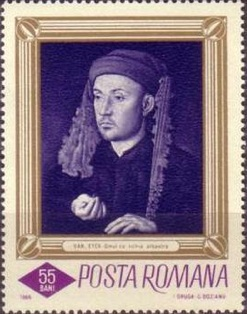
El retrat en un segell de correus Romanès de 1966.

El plafó conté dos elements figuratius; l'anell i la seva mà dreta semblen projectar-se fora de la pintura, mentre que els dits de la seva mà dreta, descrits minuciosament, semblen estar ocultant el que hauria estat la vora inferior del marc original, ara perdut.

## Atribució
La pintura no està signada ni datat per Van Eyck. Curiosament el panell porta una imitació de la signatura "AD" associada amb Albrecht Dürer a la part superior dreta, suposadament afegida el 1492. És un fals afegit posterior per una mà desconeguda i per raons desconegudes. Al treball se li va donar la seva atribució actual al segle xix i es va exhibir com a tal a l'Exposició dels Primitius Flamencs de Bruges, el 1902. No obstant això, hi va haver molt desacord i l'argument sovint acalorat entre els historiadors de l'art a principis i una altra vegada a mitjans del segle XX sobre l'autoria. Max J. Friedländer, com Georges Hulin de Loo, estaven convençuts i manifestaven que era de Van Eyck; entre altres factors van veure molta semblança amb el signat i datat Léal Souvenir de c. 1432. Friedländer forta i llargament va refutar les afirmacions de Karl Voll que el panell es va completar a la dècada de 1490 per un seguidor. Voll posteriorment es va convèncer que el treball s'havia originat a principis dels anys 1430, si bé seguia convençut que no era de la mà de Van Eyck. La seva opinió va ser compartida, uns 30 anys més tard, per Panofsky, que va veure la debilitat en el retrat que creia irreconciliable amb tan hàbil i complet pintor.
Atribució a Van Eyck és actualment acceptada en termes generals després d'un examen infraroig dut a terme durant una restauració el 1991 que va revelar un dibuix subjacent i una utilització de la pintura molt similar a la d'obres confirmades i signades per l'artista.